# 荻原久男
荻原 久男（おぎわら ひさお、1948年1月3日 - ）は、埼玉県川越市出身の元プロ野球選手（投手）。

## 来歴・人物
川越市立富士見中学校、大崎電気工業と軟式野球出身で、サンケイアトムズの練習生だったが、1967年にドラフト外でテスト入団し、左の打撃投手として長らく在籍した。
1軍の試合には出場することなく、1973年に引退した。

## 詳細情報

### 年度別投手成績
- 一軍公式戦出場なし

### 背番号
- 72 （1968 - 1970年）
- 52 （1971 - 1972年）
- 49 （1973年)